# Unterseeboot UB-119
Pour les autres navires du même nom, voir Unterseeboot 119.
L'Unterseeboot UB-119 est un sous-marin (U-Boot) allemand de type UB III utilisé par la Kaiserliche Marine pendant la Première Guerre mondiale. Il est mis en service dans la marine impériale allemande le 9 février 1918.
L'UB-119 a été éperonné par le vapeur Green Island et coulé dans l’océan Atlantique à la position 55° 16′ N, 6° 24′ O, au large de l’île de Rathlin, dans le comté d'Antrim, en Irlande du Nord. Les 34 membres de son équipage ont été perdus.

## Conception
Comme tous les sous-marins de type UB III, l'UB-119 avait un déplacement de 512 tonnes en surface et de 643 tonnes en immersion. Ses moteurs lui permettaient de naviguer à 13,9 nœuds (25,7 km/h) en surface et à 7,6 nœuds (14,1 km/h) en immersion. Il avait un rayon d'action de 7280 milles marins (13480 km) à sa vitesse de croisière. L'UB-119 transportait 10 torpilles et était armé d’un canon de pont de 8,8 cm. L'UB-119 avait un équipage pouvant compter jusqu’à 3 officiers et 31 hommes.

## Historique des services
L'UB-119 a été construit par AG Weser de Brême. Après un peu moins d’un an de construction, il a été lancé à Brême le 13 décembre 1917. Il a été mis en service au début de l’année suivante sous le commandement de l'Oberleutnant zur See Walter Kolbe.

## Affectations
- IIIe flottille : du 20 avril au 5 mai 1918

## Commandants
- Oberleutnant zur See Walter Kolbe[5] : du 9 février au 5 mai 1918